# HBO Go
Az HBO Go az HBO prémium televíziós csatorna online streaming szolgáltatása volt, amely több digitális platformon tette lehetővé az HBO tartalmaihoz – televíziós sorozatainak és filmjeinek – való hozzáférést fix havidíj ellenében.
Az eredeti, amerikai változat 2010. február 18. óta elérhető. Az HBO Europe lokalizált változatai elérhetőek Magyarország, Románia, Lengyelország, Csehország, Szlovákia, Szerbia, Horvátország, Bosznia és Hercegovina, Szlovénia, Montenegró, Észak-Macedónia, Bulgária, Svédország, Norvégia, Dánia, Spanyolország és Portugália területén. Minden országban lokalizált feliratokkal elérhetőek a tartalmak, illetve Csehország, Szlovákia, Lengyelország és Magyarország területén emellett szinkronizált hangsávval.
A szolgáltatás magyar változata elérhető PC-n, Androidon, iOS-en, PlayStation 3 és 4-en, illetve okostelevíziókon.

## Áttekintés
Az amerikai HBO Go a 2008 januárjában indult korábbi video on demand szolgáltatást, az HBO on Broadband-et váltotta 2010-ben.
Az HBO Europe 2011-ben az európai országok közül hatodikként Magyarországon is elindította az HBO Go-ként brandelt, budapesti fejlesztésű európai streaming alkalmazást, lokalizált tartalmakkal. A magyar változat 2011. június 6-án indult, feliratos és szinkronos filmekkel és sorozatokkal. Az eredeti változathoz hasonlóan ekkor még az oldalon történő regisztráció hagyományos lineáris televíziós előfizetéshez volt kötve, a televíziós szolgáltatók HBO-csatornáihoz mellékelt regisztrációs kóddal lehetett kizárólagosan regisztrálni.
A későbbiekben a Hulu és a Netflix térhódítására reagálva az amerikai HBO egy új, televíziós előfizetéstől független szolgáltatást vezetett be HBO Now márkanévvel 2015-ben.
Európában a televíziós előfizetés nélkül, közvetlen módon történő regisztrációt az HBO Go-ba integrálták, így 2017. november 13-tól Magyarországon sem szükséges fiókigényléshez lineáris csatornára való előfizetés. Ekkor a Go előfizetési havidíja 1990 forint volt.
2018. szeptember 18. óta a havi előfizetési díj 1490 forintra csökkent.
A legelső médiaszolgáltatótól független HBO Go-szolgáltatást 2011-től az HBO Nordic nyújtotta a világon, amely Svédország, Norvégia és Dánia területén elérhető. Ezekben az országokban nem is indult lineáris televíziós csatorna.
A trendet követve 2016-ban az HBO Europe elindított egy hasonlóan televíziós szolgáltatótól független szolgáltatást, a közép- és észak-európai országok után így Spanyolországban is elindult az HBO Go.
Az HBO Nordic és a spanyol HBO Go a közép-európai változattól eltérően nem magyar, hanem svéd fejlesztésű felületen futnak.
2019-től Portugália területén is elérhető az HBO Go, itt sem indult már lineáris csatorna. Ellenben a spanyol és észak-európai változattal, a portugál szolgáltatás a magyar fejlesztésű felületet használja.
2022. március 8-án az HBO Go-t felváltotta a WarnerMedia Entertainment új streaming szolgáltatója, az HBO márkanév alatt szereplő HBO Max.

## Elérhető tartalmak
Az HBO Go filmállománya havonként frissül s cserélődik, a lineáris csatornával megegyezően a mozikban bemutatott filmek általában a Go-platformra is kikerülnek négy-öt hónappal bemutatásuk után. Az eredeti sorozatok új epizódjait minden országban, amelyben a szolgáltatás elérhető, egy időben az első vetítéssel elérhetővé teszik, az európai országokban azonnal lokalizált felirattal.
A közép-európai szolgáltatás az eredeti HBO-sorozatok mellett a CBS All Access, a Showtime, a Starz, a Hulu, a Sky és a BBC America sorozatait is átveszi, és a premierrel egy napon vetíti azokat.

## Fordítás
Ez a szócikk részben vagy egészben  a   HBO Go című angol Wikipédia-szócikk ezen változatának fordításán alapul.  Az eredeti cikk szerkesztőit annak laptörténete sorolja fel. Ez a jelzés csupán a megfogalmazás eredetét és a szerzői jogokat jelzi, nem szolgál a cikkben szereplő információk forrásmegjelöléseként.